# Registre national des lieux historiques dans le comté de Sacramento

Localisation du comté de Sacramento en Californie

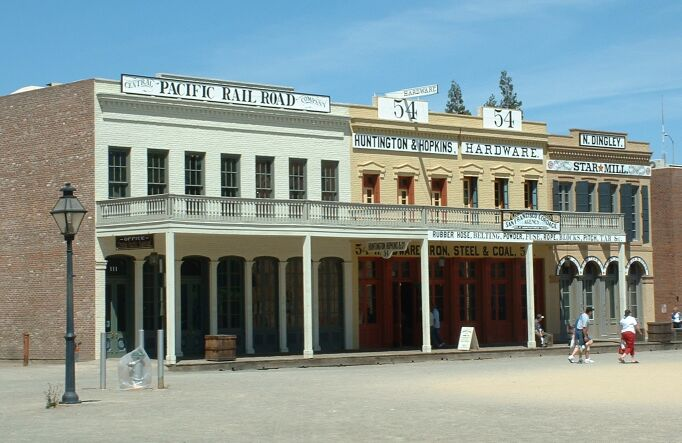
Big Four House, après son déplacement dans la région du vieux Sacramento.

Ceci est la liste des lieux historiques inscrits sur le registre national dans le comté de Sacramento en Californie.
Cette liste des propriétés et des districts du registre national des lieux historiques dans le comté de Sacramento, en Californie, est censée être exhaustive. Les coordonnées de latitude et longitude sont fournies pour la plupart des propriétés et les districts du registre national ; ces localisations peuvent être aperçus sur Google Maps.
Il y a 100 propriétés et districts répertoriés sur le registre national dans le comté, dont six monuments historiques nationaux. Trois autres propriétés ont été répertoriées mais retirées par la suite. Ce tableau ne comprend pas la Big Four House (en) qui a été désignée monument historique national en 1961 mais n'est pas inscrite sur le registre national.

## Liste actuelle
| Position | ID        | Type | Nom                                                                     | Localisation | Ville           | Date d'inscription | Image                                                                                 | Coordonnées                          | Description |
| -------- | --------- | ---- | ----------------------------------------------------------------------- | --- | --------------- | ------------------ | ------------------------------------------------------------------------------------- | ------------------------------------ | --- |
| 1        | 84000929  | HD   | Alkali Flat Central Historic District (en)                              | Pratiquement les rues E et F entre les 9e et 12e rues.                                                                       | Sacramento      | 26 juillet 1984    |                                                                                       | 38° 35′ 04″ nord, 121° 29′ 23″ ouest | |
| 2        | 84000933  | HD   | Alkali Flat North Historic District (en)                                | Rue D et 11e rue. | Sacramento      | 19 avril 1984      |                                                                                       | 38° 35′ 12″ nord, 121° 29′ 16″ ouest | |
| 3        | 84000936  | HD   | Alkali Flat West Historic District (en)                                 | Rues E, F, et 8e rue. | Sacramento      | 26 juillet 1984    |                                                                                       | 38° 35′ 09″ nord, 121° 29′ 35″ ouest | |
| 4        | 86003577  | NRHP | Alta Mesa Farm Bureau Hall (en)                                         | 10195 Alta Mesa Rd. | Wilton          | 7 janvier 1987     |                                                                                       | 38° 23′ 13″ nord, 121° 13′ 25″ ouest | La salle a été détruite par un incendie en 1987, bien que le bâtiment indépendant des toilettes s'y trouvait encore en juin 2014. |
| 5        | 16000094  | NRHP | American Cash Apartments-American Cash Store (en)                       | 1117-1123 8th St. | Sacramento      | 22 mars 2016       |                                                                                       | 38° 34′ 47″ nord, 121° 29′ 48″ ouest | |
| 6        | 96001079  | NRHP | American River Grange Hall No. 172 (en)                                 | 2720 Kilgore Rd. | Rancho Cordova  | 10 octobre 1996    |                                                                                       | 38° 36′ 03″ nord, 121° 16′ 28″ ouest | |
| 7        | 83001224  | NRHP | Blue Anchor Building (en)                                               | 1400 10th St. | Sacramento      | 3 février 1983     |                                                                                       | 38° 34′ 33″ nord, 121° 29′ 42″ ouest | |
| 8        | 11000705  | HD   | Boulevard Park (en)                                                     | Pratiquement délimité par les rues B et H, les 20e, 22e et 23e rues.                                                         | Sacramento      | 6 octobre 2011     |                                                                                       | 38° 34′ 53″ nord, 121° 28′ 32″ ouest | Banlieue résidentielle historique aux États-Unis, 1830-1960 Multiples Property Submission (MPS) |
| 9        | 00000981  | NRHP | Brewster Building (en)                                                  | 201 Fourth St. | Galt            | 16 août 2000       |                                                                                       | 38° 15′ 13″ nord, 121° 21′ 42″ ouest | |
| 10       | 78000740  | NRHP | Brewster House (en)                                                     | 206 5th St. | Galt            | 23 juin 1978       |                                                                                       | 38° 15′ 12″ nord, 121° 18′ 14″ ouest | |
| 11       | 81000168  | NRHP | Brighton School                                                         | 3312 Bradshaw Rd. | Sacramento      | 3 avril 1981       |                                                                                       | 38° 33′ 44″ nord, 121° 20′ 09″ ouest | |
| 12       | 04000733  | NRHP | John Stanford Brown House                                               | 13950 CA 160 | Walnut Grove    | 28 juillet 2004    |                                                                                       | 38° 14′ 53″ nord, 121° 30′ 41″ ouest | |
| 13       | 70000139  | NRHP | California Governor's Mansion (en)                                      | 16e rue et rue H. | Sacramento      | 10 novembre 1970   |                                                                                       | 38° 34′ 49″ nord, 121° 29′ 01″ ouest | |
| 14       | 73000427  | NRHP | Capitole de l'État de Californie                                        | Entre les 10e, 16e rues et les rues L et N.                                                                                  | Sacramento      | 3 avril 1973       |                                                                                       | 38° 34′ 34″ nord, 121° 29′ 26″ ouest | |
| 15       | 84000939  | NRHP | Calpak Plant No. 11 (en)                                                | 1721 C St. | Sacramento      | 17 mai 1984        |                                                                                       | 38° 35′ 09″ nord, 121° 28′ 49″ ouest | |
| 16       | 84000944  | HD   | Capitol Extension District                                              | Capitol Mall | Sacramento      | 24 mai 1984        |                                                                                       | 38° 34′ 37″ nord, 121° 29′ 46″ ouest | |
| 17       | 06000143  | NRHP | J.C. Carly House (en)                                                   | 2761 Montgomery Way | Sacramento      | 22 mars 2006       |                                                                                       | 38° 32′ 56″ nord, 121° 28′ 33″ ouest | |
| 18       | 95000999  | NRHP | Chung Wah Cemetery (en)                                                 | Aux environs de Mormon St., près de Lake Natoma                                                                              | Folsom          | 21 août 1995       |                                                                                       | 38° 40′ 13″ nord, 121° 11′ 43″ ouest | |
| 19       | 82002228  | NRHP | Cohn House (en)                                                         | 305 Scott St. | Folsom          | 21 janvier 1982    |                                                                                       | 38° 40′ 43″ nord, 121° 10′ 26″ ouest | |
| 20       | 78000742  | NRHP | Coolot Company Building (en)                                            | 812 J St. | Sacramento      | 20 septembre 1978  |                                                                                       | 38° 34′ 51″ nord, 121° 29′ 41″ ouest | Bâtiment abattu. Construit à l'origine en 1861 par Leland Stanford |
| 21       | 97001662  | NRHP | Cranston-Geary House (en)                                               | 2101 G St. | Sacramento      | 23 janvier 1998    |                                                                                       | 38° 34′ 47″ nord, 121° 28′ 32″ ouest | |
| 22       | 71000176  | NRHP | Galerie d'art E. B. Crocker                                             | 216 O St. | Sacramento      | 6 mai 1971         |                                                                                       | 38° 34′ 37″ nord, 121° 30′ 18″ ouest | |
| 23       | 78000797  | NRHP | DELTA KING (en)                                                         | 1000 Front St. | Sacramento      | 31 mars 1978       |                                                                                       | 38° 34′ 58″ nord, 121° 30′ 25″ ouest | Situé à Rio Vista lorsqu'il est inscrit sur le registre national ; a été déplacé à Old Sacramento en 1984 et transformé en un hôtel, un restaurant et un théâtrer |
| 24       | 71000175  | NRHP | Delta Meadows Site                                                      | Adresse restreinte | Locke           | 5 novembre 1971    |                                                                                       |                                      | |
| 25       | 92000308  | NRHP | Dunlap's Dining Room (en)                                               | 4322 Fourth Ave. | Sacramento      | 2 avril 1992       |                                                                                       | 38° 32′ 52″ nord, 121° 27′ 18″ ouest | |
| 26       | 92001757  | NRHP | Eastern Star Hall (en)                                                  | 2719 K St. | Sacramento      | 7 janvier 1993     |                                                                                       | 38° 34′ 21″ nord, 121° 28′ 22″ ouest | |
| 27       | 03000614  | NRHP | William Ehrhardt House                                                  | Dartmoor Way and Percheron Dr.                                                                                               | Elk Grove       | 10 juillet 2003    |                                                                                       | 38° 24′ 11″ nord, 121° 26′ 54″ ouest | |
| 28       | 87002410  | HD   | Elk Grove Historic District                                             | 8986-9097 Elk Grove Blvd. also School, Gage and Grove Sts.                                                                   | Elk Grove       | 1er mars 1988      |                                                                                       | 38° 24′ 33″ nord, 121° 21′ 49″ ouest | |
| 29       | 91000484  | NRHP | Fire Station No. 6 (en)                                                 | 3414 4th Ave. | Sacramento      | 25 avril 1991      |                                                                                       | 38° 33′ 02″ nord, 121° 28′ 07″ ouest | |
| 30       | 91001537  | NRHP | Firehouse No. 3 (en)                                                    | 1215 19th St. | Sacramento      | 29 octobre 1991    |                                                                                       | 38° 34′ 28″ nord, 121° 28′ 52″ ouest | |
| 31       | 82002229  | NRHP | Folsom Depot (en)                                                       | 200 Wool St. | Folsom          | 19 février 1982    |                                                                                       | 38° 40′ 45″ nord, 121° 10′ 47″ ouest | Dépôt No. 22 de deux étages de conception standard du chemin de fer du Pacifique méridional(p132-133) Southern Pacific Railroad standard design Two Story Combination Depot No. 22 |
| 32       | 73000426  | NHL  | Folsom Powerhouse (en)                                                  | À l'extrémité du boulevard Folsom dans la zone récréative d'État du lac Folsom.                                              | Folsom          | 2 octobre 1973     |                                                                                       | 38° 40′ 50″ nord, 121° 10′ 32″ ouest | |
| 33       | 01000077  | NRHP | Mary Haley Galarneaux House (en)                                        | 922-924 T. St. | Sacramento      | 12 février 2001    |                                                                                       | 38° 34′ 15″ nord, 121° 29′ 56″ ouest | |
| 34       | 82002230  | NRHP | Goethe House (en)                                                       | 3731 T St. | Sacramento      | 19 février 1982    |                                                                                       | 38° 33′ 33″ nord, 121° 27′ 34″ ouest | |
| 35       | 82002231  | NRHP | John T. Greene House (en)                                               | 3200 H St. | Sacramento      | 15 avril 1982      |                                                                                       | 38° 34′ 31″ nord, 121° 27′ 44″ ouest | |
| 36       | 76000511  | NRHP | Heilbron House (en)                                                     | 704 O St. | Sacramento      | 12 décembre 1976   |                                                                                       | 38° 34′ 34″ nord, 121° 29′ 54″ ouest | |
| 37       | 82000979  | NRHP | Hotel Regis (en)                                                        | 1024-1030 K St | Sacramento      | 29 octobre 1982    |                                                                                       | 38° 34′ 44″ nord, 121° 29′ 30″ ouest | |
| 38       | 79003459  | NRHP | Hotel Senator (en)                                                      | 1121 L St. | Sacramento      | 30 mai 1979        |                                                                                       | 38° 34′ 40″ nord, 121° 29′ 28″ ouest | |
| 39       | 82002232  | NRHP | Edward P. Howe Jr. House (en)                                           | 2215 21st St. | Sacramento      | 19 février 1982    |                                                                                       | 38° 33′ 46″ nord, 121° 28′ 59″ ouest | |
| 40       | 77000327  | NRHP | Hubbard-Upson House                                                     | 1010 F St. | Sacramento      | 2 décembre 1977    |                                                                                       | 38° 35′ 04″ nord, 121° 29′ 24″ ouest | |
| 41       | 82002233  | NRHP | I Street Bridge (en)                                                    | CA 16 | Sacramento      | 22 avril 1982      |                                                                                       | 38° 34′ 39″ nord, 121° 30′ 18″ ouest | |
| 42       | 82000980  | NRHP | Imperial Theatre                                                        | Market St. | Walnut Grove    | 29 octobre 1982    |                                                                                       | 38° 14′ 29″ nord, 121° 30′ 46″ ouest | |
| 43       | 75000456  | NRHP | Indian Stone Corral                                                     | Adresse restreinte | Orangevale      | 16 avril 1975      |                                                                                       |                                      | |
| 44       | 91000297  | HD   | Isleton Chinese and Japanese Commercial Districts (en)                  | Délimité par la River Rd. et les Union, E et H Sts.                                                                          | Isleton         | 14 mars 1991       |                                                                                       | 38° 09′ 45″ nord, 121° 36′ 18″ ouest | |
| 45       | 91000562  | NRHP | J Street Wreck                                                          | Au pied de la rue J, dans la rivière Sacramento.                                                                             | Sacramento      | 16 mai 1991        |                                                                                       | 38° 35′ 02″ nord, 121° 30′ 19″ ouest | Les restes d'un brick utilisé comme entrepôt au large de la rue J qui a coulé en 1855. |
| 46       | 71000177  | NRHP | Joe Mound                                                               | Adresse restreinte | Sacramento      | 14 octobre 1971    | Les restes d'un brick utilisé comme entrepôt au large de la rue J qui a coulé en 1855 |                                      | Un village indien sur le site Maidu près de parc Discovery (en). Aucun marqueur sur le site. |
| 47       | 76000512  | NRHP | J. Neely Johnson House (en)                                             | 1029 F St. | Sacramento      | 13 septembre 1976  |                                                                                       | 38° 35′ 05″ nord, 121° 29′ 22″ ouest | |
| 48       | 97000810  | NRHP | Theodore Judah School                                                   | 3919 McKinley Blvd. | Sacramento      | 25 juillet 1997    |                                                                                       | 38° 34′ 39″ nord, 121° 27′ 42″ ouest | |
| 49       | 82002234  | NRHP | Kuchler Row                                                             | 608-614 10th St. | Sacramento      | 25 juin 1982       |                                                                                       | 38° 35′ 03″ nord, 121° 29′ 27″ ouest | |
| 50       | 85000358  | NRHP | Charles Lais House (en)                                                 | 1301 H St. | Sacramento      | 28 février 1985    |                                                                                       | 38° 34′ 54″ nord, 121° 29′ 13″ ouest | |
| 51       | 13001067  | NRHP | Lawrence Warehouse (en)                                                 | 1108 R St. | Sacramento      | 15 janvier 2014    |                                                                                       | 38° 34′ 15″ nord, 121° 29′ 44″ ouest | |
| 52       | 82002235  | NRHP | Libby, McNeil and Libby Fruit and Vegetable Cannery (en)                | 1724 Stockton Blvd. | Sacramento      | 2 mars 1982        |                                                                                       | 38° 33′ 52″ nord, 121° 27′ 59″ ouest | |
| 53       | 71000174  | NHLD | Locke Historic District                                                 | Délimité à l'ouest par le fleuve Sacramento, au nord par la rue Locke, à l'est par la rue Alley, et au sud par la rue Levee. | Locke           | 6 mai 1971         |                                                                                       | 38° 15′ 03″ nord, 121° 30′ 26″ ouest | |
| 54       | 12000812  | NRHP | Maydestone Apartments (en)                                              | 1001 15th St. | Sacramento      | date=2012-9-25     |                                                                                       | 38° 34′ 42″ nord, 121° 29′ 11″ ouest | |
| 55       | 01001193  | NRHP | C. K. McClatchy Senior High School                                      | 3066 Freeport Blvd. | Sacramento      | 2 novembre 2001    |                                                                                       | 38° 33′ 04″ nord, 121° 29′ 33″ ouest | |
| 56       | 96000108  | NRHP | Merchants National Bank of Sacramento (en)                              | 1015 7th St. | Sacramento      | 16 février 1996    |                                                                                       | 38° 34′ 52″ nord, 121° 29′ 47″ ouest | |
| 57       | 90001386  | NRHP | Merrium Apartments (en)                                                 | 1017 14th St. | Sacramento      | 13 septembre 1990  |                                                                                       | 38° 34′ 41″ nord, 121° 29′ 12″ ouest | Démoli dans les années 1990 pour l'agrandissement du centre des congrès de Sacramento (en). |
| 58       | 82002236  | NRHP | Mesick House                                                            | 517 8th St. | Sacramento      | 21 janvier 1982    |                                                                                       | 38° 35′ 10″ nord, 121° 29′ 34″ ouest | |
| 59       | 100001385 | NRHP | Mohr and Yoerk Market (en)                                              | 1029 K St. | Sacramento      | 31 juillet 2017    |                                                                                       | 38° 34′ 45″ nord, 121° 29′ 34″ ouest | |
| 60       | 14000109  | HD   | New Helvetia Historic District                                          | 752 Revere St. | Sacramento      | 4 avril 2014       |                                                                                       | 38° 33′ 47″ nord, 121° 30′ 17″ ouest | |
| 61       | 78000739  | NRHP | Nisenan Village Site (en)                                               | Adresse restreinte | Carmichael      | 21 mars 1978       |                                                                                       |                                      | |
| 62       | 06000913  | NRHP | Old Fair Oaks Bridge (en)                                               | Traverse de la rivière American sur Bridge St. vers American River Pkwy, au nord de Upper Sunrise Dr. dans la Gold River     | Fair Oaks       | 25 septembre 2006  |                                                                                       | 38° 38′ 17″ nord, 121° 15′ 54″ ouest | |
| 63       | 66000219  | NHLD | Old Sacramento Historic District (en)                                   | Jonction des U.S. 40, 50, 99, et CA 16 and 24                                                                                | Sacramento      | 15 octobre 1966    |                                                                                       | 38° 34′ 58″ nord, 121° 30′ 12″ ouest | |
| 64       | 83001225  | NRHP | Old Tavern (en)                                                         | 2801 Capitol Ave. | Sacramento      | 15 septembre 1983  |                                                                                       | 38° 34′ 15″ nord, 121° 28′ 09″ ouest | |
| 65       | 10000774  | NRHP | PG&E Powerhouse (en)                                                    | 400 Jibboom St. | Sacramento      | 23 septembre 2010  |                                                                                       | 38° 35′ 42″ nord, 121° 30′ 18″ ouest | |
| 66       | 66000220  | NHL  | Pony Express Terminal (en)                                              | 1006 2nd St. | Sacramento      | 15 octobre 1966    |                                                                                       | 38° 34′ 59″ nord, 121° 30′ 11″ ouest | Aussi connu comme le bâtiment de la banque B. F. Hastings. |
| 67       | 79000521  | NRHP | Rosebud Ranch (en)                                                      | Nord de Hood | Hood            | 31 décembre 1979   |                                                                                       | 38° 23′ 08″ nord, 121° 30′ 46″ ouest | |
| 68       | 82002237  | NRHP | Ruhstaller Building (en)                                                | 900 J St. | Sacramento      | 21 janvier 1982    |                                                                                       | 38° 34′ 50″ nord, 121° 29′ 38″ ouest | Construit en 1898, à l'angle de la 9e rue et de la rue J à Sacramento, en Californie, le bâtiment de 20 000 pieds carrés (1 858 m2) a été construit par Frank F. Ruhstaller et abritait les bureaux de la brasserie Ruhstaller. Ruhstaller a également dirigé la brasserie Buffalo et a également fait de l'immeuble son siège social. |
| 69       | 00001270  | NRHP | Runyon House                                                            | 12865 River Rd. | Courtland       | 27 octobre 2000    |                                                                                       | 38° 17′ 20″ nord, 121° 33′ 20″ ouest | |
| 70       | 91001969  | HD   | Sacramento Air Depot Historic District                                  | McClellan Air Force Base | North Highlands | 21 janvier 1992    |                                                                                       | 38° 39′ 33″ nord, 121° 23′ 13″ ouest | |
| 71       | 82002238  | NRHP | Sacramento Bank Building (en)                                           | 3418 Broadway | Sacramento      | 21 janvier 1982    |                                                                                       | 38° 33′ 07″ nord, 121° 28′ 05″ ouest | |
| 72       | 14000889  | NRHP | Sacramento City Cemetery (en)                                           | 1000 Broadway | Sacramento      | 5 novembre 2014    |                                                                                       | 38° 33′ 47″ nord, 121° 30′ 04″ ouest | |
| 73       | 92000967  | NRHP | Sacramento City Library (en)                                            | 828 I St. | Sacramento      | 30 juillet 1992    |                                                                                       | 38° 34′ 54″ nord, 121° 29′ 42″ ouest | fait partie des bibliothèques Carnegie de Califorie, MPS |
| 74       | 99001179  | NRHP | Sacramento Hall of Justice (en)                                         | 813 6th St. | Sacramento      | 24 septembre 1999  |                                                                                       | 38° 35′ 01″ nord, 121° 29′ 06″ ouest | |
| 75       | 94000924  | HD   | Sacramento Junior College Annex and Extensions                          | 3835 Freeport Blvd. | Sacramento      | 22 août 1994       |                                                                                       | 38° 32′ 28″ nord, 121° 29′ 17″ ouest | |
| 76       | 01000488  | NRHP | Sacramento Masonic Temple (en)                                          | 1131 J St. | Sacramento      | 17 mai 2001        |                                                                                       | 38° 34′ 55″ nord, 121° 29′ 27″ ouest | |
| 77       | 78000743  | NRHP | Sacramento Memorial Auditorium (en)                                     | 16th and J Sts. | Sacramento      | 29 mars 1978       |                                                                                       | 38° 34′ 44″ nord, 121° 29′ 05″ ouest | |
| 78       | 12000376  | NRHP | Shiloh Baptist Church (en)                                              | 3552 7th Ave. | Sacramento      | date=2012-7-3      |                                                                                       | 38° 32′ 40″ nord, 121° 28′ 07″ ouest | |
| 79       | 79000520  | NRHP | Slocum House (en)                                                       | 7992 California Ave. | Fair Oaks       | 31 janvier 1979    |                                                                                       | 38° 38′ 29″ nord, 121° 16′ 05″ ouest | |
| 80       | 75000457  | NRHP | Dépôt de Sacramento de la compagnie ferroviaire de Pacifique méridional | 5e rue et rue I. | Sacramento      | 21 avril 1975      |                                                                                       | 38° 35′ 03″ nord, 121° 30′ 00″ ouest | |
| 81       | 09001161  | NRHP | SMUD Headquarters Building (en)                                         | 6301 S. St. | Sacramento      | 4 janvier 2010     |                                                                                       | 38° 33′ 11″ nord, 121° 25′ 58″ ouest | |
| 82       | 08000501  | NRHP | Southern Pacific Railroad Section Superintendent House                  | 815 Oakdale St. | Folsom          | 13 juin 2008       |                                                                                       | 38° 40′ 11″ nord, 121° 10′ 55″ ouest | |
| 83       | 100001892 | NRHP | Southside Park (en)                                                     | Entre les rues T, W, et les 6e et 8 rues.                                                                                    | Sacramento      | 18 décembre 2017   |                                                                                       | 38° 34′ 08″ nord, 121° 30′ 11″ ouest | |
| 84       | 71000178  | NHL  | Stanford-Lathrop House (en)                                             | 800 N St. | Sacramento      | 9 décembre 1971    |                                                                                       | 38° 34′ 35″ nord, 121° 29′ 50″ ouest | Un manoir ayant appartenu à Leland Stanford, gouverneur de Californie de 1862 à 1863, sénateur américain de 1885 à 1893, magnat du chemin de fer, membre des Big Four (en) et fondateur de l'université Stanford. |
| 85       | 100000951 | NRHP | Sutter Club                                                             | 1220 9th St. | Sacramento      | 8 mai 2017         |                                                                                       | 38° 34′ 40″ nord, 121° 29′ 47″ ouest | |
| 86       | 66000221  | NHL  | Fort Sutter                                                             | 2701 L St. | Sacramento      | 15 octobre 1966    |                                                                                       | 38° 34′ 20″ nord, 121° 28′ 12″ ouest | |
| 87       | 82004845  | NRHP | Tower Bridge (en)                                                       | CA 275 au travers du fleuve Sacramento.                                                                                      | Sacramento      | 24 juin 1982       |                                                                                       | 38° 34′ 18″ nord, 121° 30′ 25″ ouest | |
| 88       | 78000744  | NRHP | Travelers' Hotel                                                        | 428 J St. | Sacramento      | 19 octobre 1978    |                                                                                       | 38° 34′ 54″ nord, 121° 29′ 58″ ouest | |
| 89       | 80000835  | NRHP | U.S. Post Office, Courthouse and Federal Building (en)                  | 801 I St. | Sacramento      | 25 janvier 1980    |                                                                                       | 38° 34′ 57″ nord, 121° 29′ 37″ ouest | |
| 90       | 77000328  | NRHP | Van Voorhies House                                                      | 925 G St. | Sacramento      | 17 novembre 1977   |                                                                                       | 38° 35′ 03″ nord, 121° 29′ 29″ ouest | |
| 91       | 80000836  | NRHP | Anton Wagner Duplex                                                     | 701 E St. | Sacramento      | 10 novembre 1980   |                                                                                       | 38° 35′ 13″ nord, 121° 29′ 35″ ouest | |
| 92       | 90000484  | HD   | Walnut Grove Chinese-American Historic District                         | Délimité par les rues C, Tyler, Bridge, et la route River.                                                                   | Walnut Grove    | 22 mars 1990       |                                                                                       | 38° 14′ 32″ nord, 121° 30′ 46″ ouest | |
| 93       | 90000551  | HD   | Walnut Grove Commercial/Residential Historic District                   | Browns Alley et route River.                                                                                                 | Walnut Grove    | 12 avril 1990      |                                                                                       | 38° 14′ 21″ nord, 121° 30′ 54″ ouest | |
| 94       | 80000837  | NRHP | Walnut Grove Gakuen Hall                                                | Rues Pine et C. | Walnut Grove    | 17 juin 1980       |                                                                                       | 38° 14′ 31″ nord, 121° 30′ 33″ ouest | |
| 95       | 90000483  | HD   | Walnut Grove Japanese-American Historic District (en)                   | Délimité par les rues Winnie, Tyler, C et la route River.                                                                    | Walnut Grove    | 22 mars 1990       |                                                                                       | 38° 14′ 36″ nord, 121° 30′ 44″ ouest | |
| 96       | 03000425  | NRHP | Westminster Presbyterian Church (en)                                    | 1300 N St. | Sacramento      | 22 mai 2003        |                                                                                       | 38° 34′ 35″ nord, 121° 29′ 27″ ouest | |
| 97       | 83001226  | NRHP | Julius Wetzlar House (en)                                               | 1021 H St. | Sacramento      | 31 mars 1983       |                                                                                       | 38° 34′ 58″ nord, 121° 29′ 27″ ouest | |
| 98       | 98001634  | NRHP | Winters House (en)                                                      | 2324 et 2326 H St. | Sacramento      | 25 janvier 1999    |                                                                                       | 38° 34′ 39″ nord, 121° 28′ 23″ ouest | |
| 99       | 91000284  | HD   | Edwin Witter Ranch                                                      | 3480 Witter Way | Sacramento      | 14 mars 1991       |                                                                                       | 38° 37′ 54″ nord, 121° 32′ 05″ ouest | |
| 100      | 71000179  | NRHP | Woodlake Site                                                           | Adresse restreinte | Sacramento      | 6 mai 1971         |                                                                                       |                                      | |

## Anciennement dans le registre
| Position | ID       | Type          | Nom                                    | Localisation        | Ville      | Date d'inscription | Image | Coordonnées | Description                                 |
| -------- | -------- | ------------- | -------------------------------------- | ------------------- | ---------- | ------------------ | ----- | ----------- | ------------------------------------------- |
| 1        | 73002250 | NRHP-delisted | Théâtre de l'Alhambra (en)             | 1101 Alhambra Blvd. | Sacramento | 1973               |       |             | Démoli en 1973.                             |
| 2        | 71001077 | NRHP-delisted | Bennett Mound                          | NW of Sacramento    | Sacramento | 1971               |       |             | Détruit par des opérations agraires.        |
| 3        | 78000741 | NRHP-delisted | Utah Condensed Milk Company Plant (en) | 621 3rd St.         | Sacramento | 3 août 1978        |       |             | Détruit par un incendie le 24 novembre 1992 |